# Андросов, Борис Григорьевич
Борис Григорьевич Андросов (9 октября 1882 — июль 1939, Сент-Женевьев-де-Буа) — русский морской офицер, капитан 2-го ранга. Участник Первой мировой войны. Командир эсминца «Живой», Георгиевский кавалер. Участник Гражданской войны в России. В эмиграции во Франции.

## Биография
Родился 9 октября 1882 года. Окончил Морской Кадетский корпус 6 мая 1902 году. Мичман. Закончил Минный офицерский класс (1908). В 1911 году лейтенант Гвардейского экипажа. На 17 июля 1914 года старший офицер яхты «Алмаз». В Первую мировую войну — старший офицер крейсера «Память Меркурия», командир эскадренного миноносца «Живой». Награждён Георгиевским оружием (03.1916). Капитан 2-го ранга.
С 1916 года командир посыльных судов «Салгир», «Колхида» и гидроавиакрейсера «Алмаз» (1917-1919).
Участник Гражданской войны в России. Предложил в 1919 года в Севастополе французскому командованию взять временно команду Алмаза на французскую службу для эвакуации не имеющего хода крейсера в Константинополь. К лету 1921 года в Константинополе. В эмиграции во Франции. С 1924 года в Кают-компании в Париже. Умер в июле 1939 году в Сент-Женевьев-де-Буа. Жена Вера Онуфриевна (урождённая Лукьянова), сын Игорь (11.01.1910).

## Награды
- Георгиевское оружие, Высочайший приказ по морскому ведомству от 21.03.1916 № 212[2].